# 鳴門市川崎小学校
鳴門市川崎小学校（なるとし かわさきしょうがっこう）は、かつて徳島県鳴門市大麻町川崎にあった公立小学校。2012年3月に閉校となり鳴門市立板東小学校と統合した。

## 概要
卒業後は鳴門市大麻中学校へ進学する。
- 教育目標：生きていくために必要な確かな学力をつける。多様な体験活動を大切にし、豊かな人間性を養う。健康的な生活習慣を形成し、運動を通じて体力を培う。
- 校訓：深く正しく（探求）、仲よく（情操・連帯）、力いっぱい（意志・体力）